# Ferdinand Frantz
Ferdinand Frantz (8 de febrero de 1906, Kassel - 26 de mayo de 1959, Múnich) fue un bajo-barítono alemán ampliamente reconocido en su época por sus interpretaciones en las óperas de Richard Wagner.
Se inició en la Música participando como miembro de una sociedad coral en su ciudad natal, donde debutó también profesionalmente en 1927, interpretando la parte de Hermann Ortel en una producción de Die Meistersinger von Nürnberg (Los maestros cantores de Núremberg). A partir de aquí su carrera empezó a despegar y pasó a cantar con regularidad en diversas ciudades de Alemania: en Halle entre 1930-1931; en Chemnitz entre 1932-1937 y en la Ópera del Estado de Hamburgo entre 1937-1942. Desde 1943, y con una carrera siempre ascendente, Frantz entró a formar parte como cantante estable de la Ópera Estatal de Baviera donde se mantuvo hasta su muerte.
Además de en los teatros citados cantó a menudo en la Wiener Staatsoper, Semperoper, La Scala, Covent Garden y el Metropolitan Opera, donde debutó el 12 de diciembre de 1949, asumiendo el papel de Wotan en Die Walküre (La Valquiria). En un principio debía compartir protagonismo en todas las funciones con la soprano norteamericana Helen Traubel, en el papel de Brünnhilde, pero esta cayó enferma de laringitis y hubo de ser reemplazada en el último momento para la segunda de las representaciones. La sustituta elegida fue la propia esposa de Frantz (Helena Braun), quien por este motivo y sin pretenderlo —pues había viajado hasta América con su marido, pero no tenía pensado cantar— hizo también su debut en la  MET el 29 de diciembre, en un papel que ya había cantado numerosas veces en teatros europeos. Esta situación tan peculiar e inesperada motivó una primera plana en algunos diarios de Nueva York, puesto que marido y mujer actuaron en el escenario haciendo de padre e hija respectivamente. Se destacó entonces que había sido:

«la primera vez en la historia del Metropolitan que esposo y esposa habían cantado Wotan y Brünnhilde juntos».
Review of James Hinton, Jr. in Musical America.

Frantz grabó en dos ocasiones el papel completo de Wotan para Der Ring des Nibelungen (El anillo del nibelungo): en 1948-1949 con la Orquesta Sinfónica de Viena dirigida por Rudolf Moralt y en 1953 con la Orquesta Sinfónica de la Radio Italiana, a las órdenes de Wilhelm Furtwängler, director del que Frantz fue Wotan favorito. De ambas versiones existen sendos registros con buena calidad sonora, en los que puede apreciarse la magnífica prestación que el cantante hizo de este complejo y decisivo rol wagneriano.
Fue también un grandísimo Hans Sachs en Los maestros cantores de Núremberg, interpretación de la que dejó dos grabaciones verdaderamente referenciales. La primera de ellas (en vivo) fue dirigida por Hans Knappertsbusch en Múnich (1955), mientras que la segunda (de estudio) se debe a la batuta de Rudolf Kempe y fue grabada en Berlín (1956).
Otros papeles en los que destacó fueron Jochanaan (Juan el Bautista), de la Salomè de Richard Strauss, Pizarro, del Fidelio de Beethoven y Amfortas, del Parsifal de Richard Wagner. 
Ferdinand Frantz poseía una privilegiada e imponente voz de bajo-barítono, ideal para encarnar con la adecuada credibilidad los roles heroicos que Wagner había escrito para esa categoría vocal que él mismo creó y definió como de bajo alto o agudo (Hohe-Bass). Se trata de un tipo de voz caracterizada por el timbre de color oscuro, bruñido, caudaloso y viril, con suficiente entidad en la zona grave y gran squillo en la aguda, capaz de cantar papeles muy extensos sin mostrar fatiga y de dotarlos de una autoridad inapelable. Es decir, un tipo de voz heroica ideal para roles como Wotan (en cuya recreación destacó especialmente Frantz), Alberich, Fasolt (los tres pertenecientes a El anillo del nibelungo) o El holandés (protagonista de El holandés errante), y utilizado también en otros roles wagnerianos tan significativos como el zapatero Hans Sachs, de Los maestros cantores de Núremberg.
En cuanto a su estilo de canto puede afirmarse que, pese a no ser tan matizado y lleno de variedad como el que desplegaron algunos de sus colegas de cuerda más célebres (Friedrich Schorr, Hans Hotter, etc.), tampoco tenía demasiado que envidiarles. En el caso de Wotan, por ejemplo —su rol más celebrado—, la línea se caracterizaba por el tono heroico e imperioso, por la insolencia y la naturalidad en el modo de frasear, por la falta de esfuerzo en todos los registros (magnífica la zona aguda; sonora y profunda la grave), por la absoluta nitidez en la dicción, por el cincelado preciso y nervioso de la frase, por lo expeditivo de la lectura. Y todo ello, combinado debidamente con una expresión más recogida, elegíaca, reflexiva y cuidadosa cuando la particella lo requería (véase, por ejemplo, su versión del famoso monólogo de Wotan en el acto II de Die Walküre). En definitiva: si bien es cierto que su lectura del personaje de Wotan puede resultarle a muchos aficionados menos interesante porque introduce menor cantidad de matices expresivos que otros prestigiosos cantantes y porque su fraseo es, además, algo más expeditivo y rudimentario, ello tampoco da como resultado un personaje defectuoso, sino más juvenil, activo, impetuoso e irreflexivo. Es decir, que Frantz ofrece un dios guerrero, terreno y material, mientras que Schorr o Hotter nos deleitan con una criatura más divinal, meditabunda, mayestática y atormentada. Pero en los tres casos se está ante un personaje igualmente creíble desde el punto dramático y vocal.
Paradójicamente, sin embargo, y a pesar de haber sido un intérprete que destacó, sobre todo, en papeles escritos por Richard Wagner, Ferdinand Frantz no llegó a cantar nunca en el que puede ser considerado el templo del canto wagneriano por excelencia, ya que no fue convocado jamás ni participó nunca en ninguna de las temporadas del conocido Festival de Bayreuth que se celebraron inmediatamente antes y después de la II Guerra Mundial, período de tiempo en el que Frantz desarrolló buena parte de su carrera. Y es una lástima, porque podría haber dado muchísimo juego como intérprete en el "Nuevo Bayreuth" que Wieland Wagner —nieto y heredero del compositor— puso en marcha a partir de 1951.
Ferdinand Frantz falleció prematuramente el 26 de mayo de 1959, a la edad de 53 años.